# فریتس
فریتس یک نام کوچک است. افراد شاخص با این نام از این قرارند:
- فریتس بایرلاین
- فریتس هابر
- فریتس لانگ